# ジョシュ・ハンコック

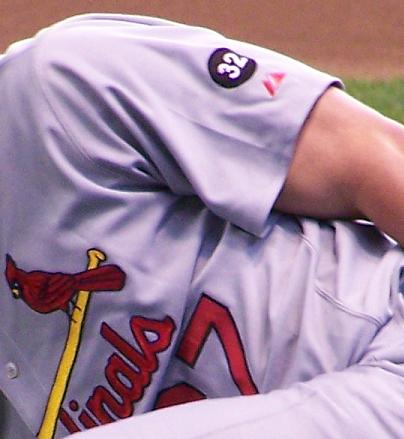
カージナルスの選手は、ハンコックの名誉を称え、2007年の残りシーズンを、左腕にハンコックの背番号32を着けてプレーした

ジョシュ・ハンコック（Joshua Morgan Hancock , 1978年4月11日 - 2007年4月29日）は、アメリカ合衆国ミシシッピ州出身のプロ野球選手（投手）。

## 経歴
1998年のMLBドラフトでボストン・レッドソックスから5巡目指名され、入団。
2002年9月10日にメジャー初出場を果たす。
2003年にフィラデルフィア・フィリーズに移籍。
2004年にシンシナティ・レッズに移籍。
2006年にセントルイス・カージナルスに移籍した。同年は中継ぎとして62試合に登板。自身初のワールドシリーズ優勝を経験した。

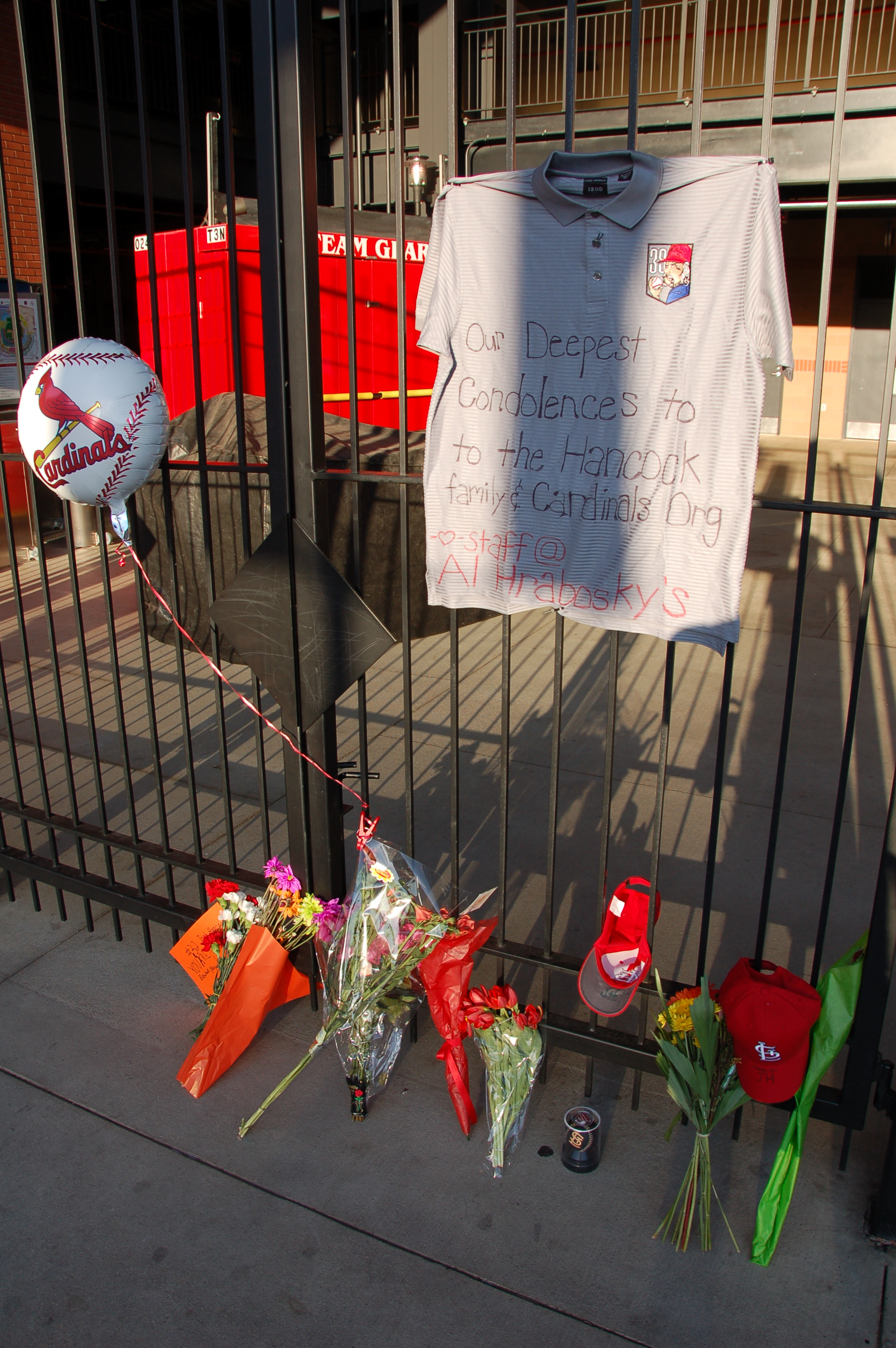
ハンコックの死後まもなく、ブッシュスタジアムに花などが献呈された

2007年4月29日深夜、交通事故により29歳で死去。事故から数日後、ジョシュが飲酒運転であったこと、また車の中からマリファナが発見されたことがセントルイス警察より発表された。最後の登板は事故前日のシカゴ・カブス戦で、中継ぎとして3回1失点の成績であった。